# Partido Social Demócrata (España, 1976)
El Partido Social Demócrata (PSD) fue un partido político español de centroizquierda fundado en 1977 por Francisco Fernández Ordóñez y Rafael Arias Salgado Montalvo.

## Historia
El 2 de febrero de 1977, un grupo de políticos escindidos de la Unión Social Demócrata Española –a su vez integrada en la Federación Social Demócrata– formó el Bloque Socialdemócrata e inició conversaciones para ingresar a la Unión de Centro Democrático. Entre los grupos políticos que formaron tal bloque se encontraban Izquierda Democrática –presidida por Fernández Ordóñez–, Causa Ciudadana, Pablo de Pablos, los partidos socialdemócratas de Andalucía oriental, Asturias, Cádiz, La Coruña, Murcia-Cartagena, Vigo, y Zaragoza, y el Partido Socialdemócrata y Foral de Navarra. Incluía también a políticos que se habían retirado del Partido Socialista Obrero Español, como Miguel Boyer.
El 17 febrero de ese año fue legalizado e inscrito en el Registro de Asociaciones Políticas, bajo el nombre de Partido Social Demócrata. El 3 de mayo de 1977 fue parte de los fundadores de la coalición UCD. El 7 de febrero de 1978 se disolvió para integrarse en UCD, esta vez constituida como partido político. 
Por otro lado, el nombre y las siglas fueron adoptadas el 19 de abril de 1979 por un nuevo partido liderado por José Ramón Lasuén Sancho y Tomás Miraveta Martínez, también de corta duración y que proponía «la defensa de una sociedad libre, justa y democrática en la que el ciudadano colabore en la tarea colectiva del progreso social».
En 1982, cuando se disolvió UCD, muchos de sus miembros –entre ellos, Fernández Ordóñez–, se pasaron primero al Partido de Acción Democrática y luego al PSOE.

## Integrantes
El Partido Social Demócrata al momento de su integración en Unión de Centro Democrático estaba integrado por seis partidos de ámbito regional:
- Agrupación Social Demócrata del País Valenciano, liderada por Luis Gámir Casares.
- Partido Social Demócrata Asturiano, liderado por Emilio García Pumarino.
- Partido Social Demócrata Extremeño.
- Partido Social Demócrata Foral de Navarra, liderado por Ignacio del Burgo Tajadura.
- Partido Andaluz Social Demócrata, liderado por Arturo Moya Moreno y Francisco Soler Valero.
- Partido Social Demócrata Vasco, liderado por el escritor Ricardo Echanove Tuero